# Ahu Akivi
Ahu Akivi è un particolare luogo sacro, situato nell'entroterra di Rapa Nui (o Isola di Pasqua) nella regione di Valparaíso del Cile, affacciato sull'Oceano Pacifico. Nel sito sono presenti sette moai, tutti di uguale forma e dimensione. Intorno al XVI secolo, qui venne istituito un osservatorio astronomico. I primi popoli di Rapa Nui consideravano le statue come i loro antenati o come Tupuna, la reincarnazione di importanti re o capi dei loro clan. I Moai furono eretti perché si pensava che potessero proteggere e portare prosperità al clan e al villaggio.
Durante l'equinozio di primavera, le sette statue moai sono rivolte esattamente al punto in cui tramonta il sole e danno le spalle all'alba durante l'equinozio d'autunno. Tale accuratezza astronomica dal punto di vista architettonico si può osservare solo in questa località dell'isola.

## Geografia
Ahu Akivi, allineato in direzione est-ovest, si trova sul fianco del versante meridionale del Maunga Terevaka a Rapauni ed è circondato da un terreno agricolo abbastanza pianeggiante. Si trova a 2,3 chilometri nell'entroterra nella zona non costiera e a un'altitudine di 140 metri. Ahu Vai Teka si trova a una distanza di 706,8 metri da Ahu Kavi, considerato parte del complesso Ahu Akivi-Ahu Kavi.

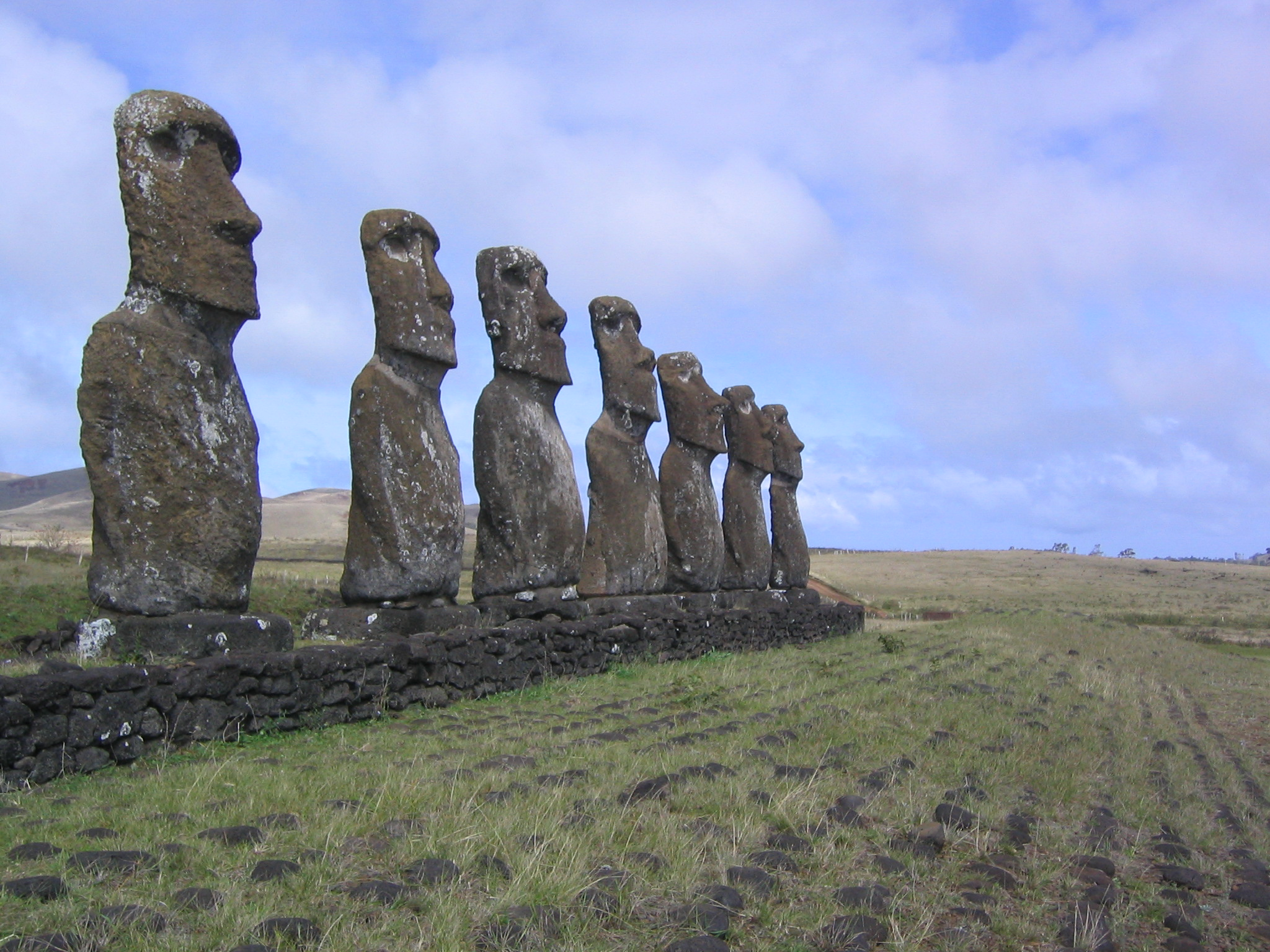
Dettaglio delle 7 statue

Da Hanga Roa, una strada interna conduce al sito attraverso il cono vulcanico di Terevaka (alto 510 metri). La strada costiera attraversa la spiaggia di Anakena. Su questa strada ci sono molte statue moai che giacciono sparse e non restaurate. Ci sono sentieri che si diramano a Puna Pau, che è una cava di basso cratere vulcanico con rocce di colore rosso noto come scorie, utilizzate per scolpire i pukao, strutture dalle sembianze di un cappello a cilindro presenti in cima a molte statue moai. Più avanti, si raggiunge il sito di Ahu Akivi, che si trova a nord-est di Hanga Roa, la capitale dell'isola di Pasqua, a circa 10 chilometri a nord. 
La cava di Rano Raraku, da cui sono state estratte le pietre necessarie a realizzare le statue, dista circa 16 chilometri dal sito ed è accessibile gratuitamente tramite il percorso terrestre gestito dai clan locali.

## Storia
Ahu Akivi fa parte del complesso Ahu Akivi-Vai Teka, costruito dal popolo Rapa Nui in due fasi. Nella prima fase, nel corso del XVI secolo, fu realizzata una piattaforma rettangolare centrale su una superficie livellata. Aveva ali sporgenti verso nord e verso sud. Una rampa di accesso faceva anche parte di questa piattaforma che portava alla piazza cerimoniale che si estendeva per 25 metri verso l'ovest della piattaforma centrale. Dietro la piattaforma esisteva un luogo per la cremazione. La seconda fase di costruzione fu pianificata e realizzata in modo elaborato nei primi anni del XVII secolo quando la piattaforma fu modificata; fu creata una rampa e furono erette sette statue di uguali dimensioni. Fu costruito anche un altro crematorio. Una grotta nella quale risiedevano le persone è stata utilizzata anche come tomba durante i tempi storici.
L'altro Ahu nel complesso è l'Ahu Vai Teka, che è una piattaforma di circa 16 metri di lunghezza composta da grezzi blocchi di pietra lavica. Qui non vi si trova alcuna statua, ma è stato ipotizzato che in passato ne fosse presente una. Si credeva che entrambi gli ahu fossero stati allineati astronomicamente rispetto al Sole. Entrambi si trovano nel territorio dei Miru, il clan di rango più alto e la confederazione occidentale, ed entrambi erano contemporanei. Si ipotizza inoltre che le sette statue siano state collocate ad Ahu Akivi almeno 150 anni prima che i primi europei scoprissero l'isola quando il clan era funzionante in quel momento. È anche evidente che la loro cultura è esistita per 250-300 anni con prosperità economica e stabilità politica.

### Restauro

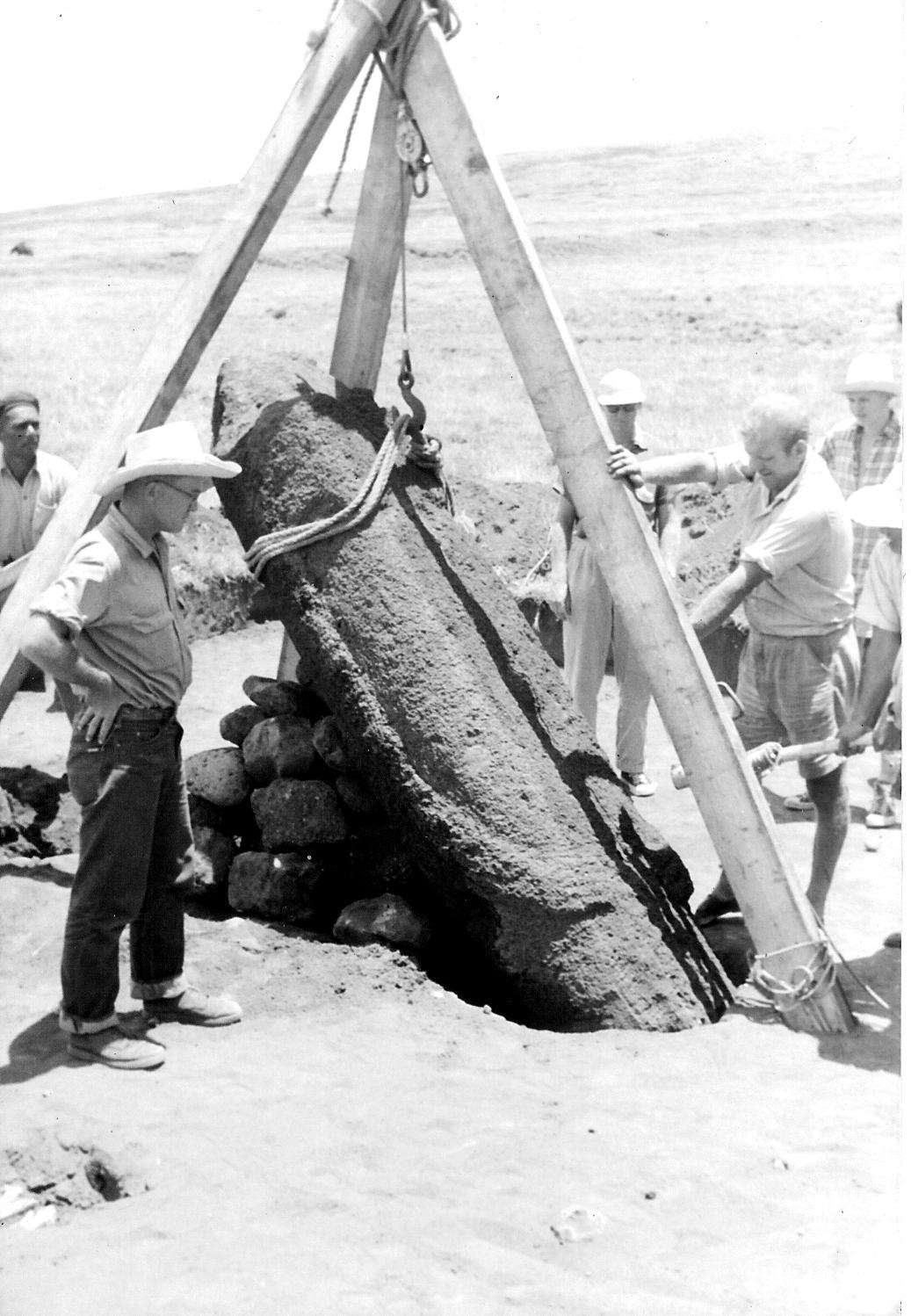
William Mulloy restaura un moai ad Ahu Akivi

Nel 1955, Thor Heyerdahl reclutò l'archeologo americano William Mulloy e il suo socio cileno, Gonzalo Figueroa García-Huidobro, che riportarono le statue nella loro posizione originale. Le avevano trovate abbattute nel 1960. Il lavoro di Mulloy sul complesso Akivi-Vaiteka è stato sostenuto dalla Fondazione Fulbright e da borse di studio dell'Università del Wyoming, dell'Università del Cile e del Fondo internazionale per i monumenti. Ahu Akivi dà anche il nome a una delle sette regioni del Parco Nazionale di Rapa Nui.
Nel 1960, quando l'archeologo americano e il suo collaboratore effettuarono il restauro, impiegarono un mese per rialzare e sistemare il primo moai. Hanno utilizzato una rampa in pietra e due leve in legno per eseguire questa operazione.

## Funzioni
Le caratteristiche architettoniche di una piattaforma Ahu sono state individuate dagli archeologi, a seconda della sua lunghezza in cinque categorie. Questi sono: una piattaforma centrale di lunghezza variabile; piattaforma in muratura grezza nella parete posteriore o in muratura fine nella parete posteriore; con o senza ali; con una o più statue; un nodo superiore con scorie rosse (copricapo), rampa, pavimentazione di una piazza dei crematori, muro di contenimento anteriore lavorato, una cornice fatta di scorie rosse. Nel caso dell'Ahu Akivi tutte queste caratteristiche sono state notate tranne che la parte posteriore della piattaforma è fatta di un muro in muratura grezza. Un'altra caratteristica delle fondamenta della piattaforma è che le pietre usate per realizzarla non provengono dall'isola ma furono portate come zavorra nel XIX secolo in una nave. 
Oltre a quanto sopra, gli archeologi hanno anche portato alla luce dischi di pietra, piccole statue e ami da pesca fatti di pietre e ossa indicativi di cerimonie funebri che sono state eseguite nel sito.
Durante gli scavi effettuati qui, gli archeologi hanno anche trovato muffe sulle radici degli alberi , indicative della copertura vegetativa in passato.

### Astronomia
Le sette statue moai si trovano con assoluta precisione astronomica. Così, l'osservatorio sacro e il santuario con tutti i sette moai guardano esattamente verso il punto in cui il sole tramonta durante l'equinozio e che si allinea anche con la Luna. Ognuno ha un'altezza di 16 piedi (4,9 m) e pesa circa 18 tonnellate, e la sua lunghezza è di 70 metri (230 piedi).

## Leggenda
Solitamente, le statue sull'isola si affacciavano sul villaggio come un mana protettivo, ma nel caso di Ahu Akivi le statue sono rivolte verso il mare. C'è una leggenda narrata che spiega questo posizionamento delle sette statue. Si ipotizza che il popolo Rapanui l'abbia fatto per propiziare il mare per aiutare i navigatori. Tuttavia, secondo una tradizione orale, il prete di Hotu Matu fece un sogno in cui l'anima del re volò attraverso l'oceano quando avvistò l'isola di Rapa Nui. Quindi ha inviato esploratori che navigano attraverso il mare per localizzare l'isola e trovare qualcuno che si stabilisca lì. Sette di questi esploratori rimasero sull'isola in attesa dell'arrivo del re: le sette statue moai vennero erette proprio in loro onore.